# 22944 Sarahmarzen
22944 Sarahmarzen este un asteroid din centura principală de asteroizi.

## Descriere
22944 Sarahmarzen este un asteroid din centura principală de asteroizi. A fost descoperit pe 15 octombrie 1999 la Socorro, New Mexico, în cadrul proiectului LINEAR. Asteroidul prezintă o orbită caracterizată de o semiaxă mare de 2,27 ua, o excentricitate de 0,09 și o înclinație de 3,7° în raport cu ecliptica.